# Quan Hiểu Đồng
Quan Hiểu Đồng (tên tiếng Anh: Traey Miley hay Gabrielle Guan, sinh ngày 17 tháng 9 năm 1997) là một nữ diễn viên, người mẫu, ca sĩ và MC người Trung Quốc thuộc dòng họ Qua Nhĩ Giai thị (瓜尔佳氏), dân tộc Mãn Châu . Cô bắt đầu đóng phim từ năm 4 tuổi rưỡi, đã tham gia hơn 100 tác phẩm điện ảnh và truyền hình.
Tháng 4 năm 2016, Quan Hiểu Đồng đứng đầu trong kỳ thi nghệ thuật của Học viện Điện ảnh Bắc Kinh với số điểm 90,41. Tháng 6 năm 2016, điểm thi đại học được công bố với số điểm 552. Ngày 27 tháng 7 năm 2016, cô ghi danh vào Khoa biểu diễn hệ Chính quy của Học viện Điện ảnh Bắc Kinh .
Hiện nay cô là nghệ sĩ của công ty quản lý Quang Tuyến Ảnh Thị.

## Tiểu sử
Quan Hiểu Đồng sinh ra trong một gia đình có truyền thống nghệ thuật ở Bắc Kinh. Ông nội là Quan Học Tăng (关学曾) là bậc thầy bộ môn ca kịch Cầm thư Bắc Kinh (北京琴书), bạn thân của nhà văn Lão Xá. Cha là Quan Thiếu Tăng (关少曾) là nghệ sĩ sân khấu chuyên nghiệp. Nghệ thuật Cầm thư đã được đưa vào danh sách di sản văn hóa phi vật thể của thành phố Bắc Kinh. Bộ môn này ra đời vào những năm 1940, một trong những loại nhạc trống phổ biến ở Bắc Kinh, Thiên Tân, Hà Bắc và nhiều nơi khác.
Cầm thư có nguồn gốc từ trống ngũ sắc ở Lang Phường, Hà Bắc và ngoại ô Bắc Kinh, còn có tên gọi là trống trầm đơn cầm hay trống dương cầm. Kèm theo các nhạc cụ như đàn tam huyền (đàn ba dây), tứ hồ (đàn hồ 4 dây), đàn tam thập lục. Cầm thư là một bản nhạc trống tiêu biểu ở Bắc Kinh. Hình thức hát là một người đứng lên, dùng tay trái tạo nhịp phách vào miếng sắt nhỏ và dùng tay phải gõ vào trống phẳng. Nhạc cụ đệm là đàn tam thập lục và tứ hồ. "Nói như hát, hát như nói", và lời tường thuật được sử dụng trong ca hát, làm nổi bật các phương ngữ địa phương của Bắc Kinh, và các phong cách nhanh, chậm, đóng khung và rời rạc, điều này làm phong phú thêm tác dụng của nghệ thuật biểu diễn và ca hát. Nó được công chúng yêu thích và có giá trị học thuật và giáo dục cực kỳ cao.
Do ảnh hưởng từ văn hóa gia đình, cô theo học múa và đàn từ nhỏ. Năm 4 tuổi rưỡi, Quan Hiểu Đồng và bố cùng tham gia đóng phim và ra mắt khán giả từ đó đến nay .
Cô theo học trường tiểu học số 1 Tây La Viên, quận Phong Đài, thành phố Bắc Kinh và trường trung học trực thuộc Đại học Sư phạm Bắc Kinh, cô ấy là thành viên của Đoàn vũ đạo Kim Phàm và người dẫn chương trình của trường . Năm 2016, cô tham gia phim truyền hình Người đàn ông tuyệt vời, giành được giải thưởng Nữ diễn viên phụ xuất sắc nhất tại Lễ trao giải Bạch Ngọc Lan tại Liên hoan truyền hình Thượng Hải lần thứ 23 ; Cùng năm, cùng với Châu Đông Vũ và Dương Tử được mệnh danh Tứ tiểu Hoa đán sinh thập niên 90 . 4 tháng 1 năm 2019, Quan Hiểu Đồng được chọn là một trong những ứng cử viên cuối cùng cho thế hệ diễn viên diễn xuất mới Tứ tiểu hoa đán do China Movie Channel bình chọn . Ngày 27 tháng 8 năm 2020, Quan Hiểu Đồng đứng thứ 71 trong Danh sách 100 ngôi sao nổi tiếng Trung Quốc theo Forbes năm 2020 . Từ ngày 1 đến ngày 7 tháng 10 năm 2022, kịch tại liệu “Văn học nghệ thuật trong cuộc chiến chống Nhật” do Nhà hát Quốc gia Trung Quốc dàn dựng đã được dàn dựng tại Nhà hát quốc gia Trung Quốc. Quan Hiểu Đồng đóng vai Nghệ sĩ Nhân dân Tần Di trong vở kịch . 28 tháng 10 năm 2024 , bộ phim tình cảm cổ trang về cuộc sống Người trong hẻm nhỏ có sự tham gia của cô được phát sóng. 31 tháng 12, cô tham gia chương trình Hành trình mới - Đêm giao thừa BRTV 2025  và hát ca khúc “Tháp Chuông Trống”. Cùng ngày, chương trình Ra khơi 2025 - Đài phát thanh và truyền hình trung ương Trung Quốc Tiệc đêm giao thừa được phát sóng, cùng Trương Triết Hoa biểu diễn ca múa hát "Đăng hoả niên niên" ; Ngày hôm sau, cô đã giành được danh hiệu danh dự Diễn viên mới của năm tại Lễ trao giải Phim truyền hình thường niên Trung Quốc Tổng đài Phát thanh Truyền hình Trung ương lần thứ 3.

## Sự nghiệp

### Bước đầu
Năm 2001, cô ra mắt lần đầu với vai trò diễn viên nhí trong bộ phim Yên Hải Phù Trầm. Năm 2005, Quan Hiểu Đồng được khán giả công nhận nhờ phim điện ảnh thuộc thể loại hành động giả tưởng Vô cực .

### Phát triển ổn định
Năm 2008, cô nổi tiếng với vai một cô gái mới lớn trong bộ phim tình cảm lãng mạn Hạnh Phúc hoàn hữu đa viễn. Năm 2014, cô đã giành được giải thưởng Nữ diễn viên mới được yêu thích nhất do khán giả bình chọn tại Quốc kịch thịnh điển với bộ phim tâm lý tình cảm Nhất Phó Nhị Chủ  .
Năm 2015, Quan Hiểu Đồng phát hành Album cá nhân Eighteen .
Năm 2016, cô nhận được sự chú ý khi tham gia phim truyền hình Người đàn ông tuyệt vời, và giành được giải thưởng Nữ diễn viên phụ xuất sắc nhất tại Lễ trao giải Bạch Ngọc Lan thuộc Liên hoan truyền hình Thượng Hải lần thứ 23 cho bộ phim này . Cùng năm đó, Quan Hiểu Đồng cùng với Trịnh Sảng, Châu Đông Vũ và Dương Tử được mệnh danh là "Tứ tiểu Hoa đán sau 90".
Năm 2017, tham gia phim truyền hình đề tài tình yêu Cực Quang Chi Luyến cùng với nam diễn viên Mã Khả.
Ngày 23 tháng 7 năm 2018, phim truyền hình Điềm mật bạo kích mà cô đóng vai chính cùng bạn diễn Lộc Hàm được phát sóng. Cùng năm, cô tham gia đóng vai chính trong movie Turandot ; phim điện ảnh nghệ thuật hành động Vô ảnh của đạo diễn Trương Nghệ Mưu có sự tham gia của Quan Hiểu Đồng được công chiếu toàn cầu vào ngày 30 tháng 9.

### Phát triển toàn diện
Ngày 4 tháng 1 năm 2019, bốn ứng viên là Văn Kỳ, Trương Tuyết Nghênh, Trương Tử Phong cùng với Quan Hiểu Đồng được xếp vào danh sách Tân tứ tiểu hoa đán do CCTV bình chọn.
Ngày 27 tháng 8 năm 2020, Quan Hiểu Đồng đứng thứ 71 trong "Danh sách những người nổi tiếng Trung Quốc năm 2020" của Forbes China.
Năm 2020 và đầu 2021, Thập Sát Hải và Ta chính là cô nương như thế đạt rating cũng như lượt xem ấn tượng  .
22 tháng 1 năm 2023, tham gia Gala Lễ hội mùa xuân của Đài phát thanh và Truyền hình Bắc Kinh 2023, biểu diễn ca múa hát "Có em, có cả thế giới" ; 4 tháng 2 tham gia Quốc kịch thịnh điển 2022 ; 14 tháng 3 quay phim Chúng ta đỉnh thật sự ; 29 tháng 4, tham gia lễ bế mạc Liên hoan phim quốc tế Bắc Kinh lần thứ 13; 3 tháng 5, tham gia Hello Youth Douyin Phát sóng trực tiếp Buổi hòa nhạc ngày 4 tháng 5, biểu diễn ca khúc "Đã 20 rồi"
23 tháng 5, cô tham gia Lễ trao giải Hoa Biểu lần thứ 18 và 19 và hát bài hát quảng bá chủ đề Glory .
Ngày 10 tháng 7 năm 2023, phim truyền hình Từ niên thiếu mà cô đóng vai chính cùng bạn diễn Trương Nhất Sơn được phát sóng  , 11 tháng 10, bộ phim truyền hình gián điệp mới dành cho giới trẻ Mai Hoa Hồng Đào với sự tham gia của bạn diễn Hàn Đông Quân đã được phát sóng, trong đó cô đóng vai Tả Song Đào, đặc vụ thống nhất quân đội Quốc Dân Đảng  . Ngày 30 tháng 12, bộ phim điện ảnh Phi thành vật nhiễu 3 với ngoại hình thân thiện được ra mắt.
7 tháng 2 năm 2024, cô tham gia chương trình đặc biệt Lễ hội mùa xuân của Đài Phát thanh và Truyền hình Trung ương Trung Quốc Rồng cuốn Hổ chồm · Hương vị Tết Nguyên Đán và hát bài "Chúc mừng năm mới";  9 tháng 2, cô tham gia Gala Lễ hội mùa xuân của Đài phát thanh và Truyền hình Trung ương Trung Quốc 2024 và biểu diễn "Niên Cẩm" cùng với Lưu Đào, Lưu Thi Thi, Lý Thấm; 10 tháng 2, cô tham gia Gala Lễ hội mùa xuân của Đài phát thanh và Truyền hình Bắc Kinh 2024, với Đàm Tùng Vận trình diễn "Trạm phía trước đang là mùa xuân"; 19 tháng 4 phim điện ảnh Văn nghệ kháng chiến Trung Quốc ra rạp ; 27 tháng 5, bắt đầu quay Yên hoa thiếu niên; 29 tháng 5 lồng tiếng tiếng trung cho phim hoạt hình Những mảnh ghép cảm xúc 2 cho nhân vật Joy . 16 tháng 6, tham gia Đêm điện ảnh weibo 2024 ; 18 tháng 6, phim điện ảnh Hồng Lâu Mộng: Kim ngọc lương duyên ra rạp; 17 tháng 9, tham gia Gala Tết Trung thu của Đài phát thanh và truyền hình trung ương Trung Quốc 2024 và hát "Tuế Tuế " với Mao Hiểu Đồng .

## Đời tư
Ngày 8 tháng 10 năm 2017, Quan Hiểu Đồng và Lộc Hàm (Luhan) công khai đang hẹn hò với nhau.

## Phim

### Truyền hình
| Năm  | Tên                                   | Tên tiếng Trung          | Vai                                 | Kênh                                              | Ghi Chú                                                   |
| ---- | ------------------------------------- | ------------------------ | ----------------------------------- | ------------------------------------------------- | --------------------------------------------------------- |
| 2001 | Yên hải phù trầm                      | 烟海沉浮                 | Bình Bình                           | CCTV                                              |                                                           |
| 2003 | Never give up on life                 | 不弃今生                 | Nữu Nữu                             | Vũ Hán Channel                                    |                                                           |
| 2003 | Sinh tử nhất tuyến                    | 生死一线                 | Nữu Nữu                             |                                                   |                                                           |
| 2004 | Ngô đồng tương tư vũ                  | 梧桐相思雨               | Xảo Nữu (Lúc nhỏ)                   | PPTV                                              |                                                           |
| 2004 | Cuộc sống thuộc về người dân          | 生命属于人民             | Yên Tử (Lúc nhỏ)                    | CCTV-6                                            | Phim điện ảnh nói vế dịch SARS chiếu trên đài truyền hình |
| 2004 | Nhà có em bé                          | 家有宝贝                 | An Ni                               | Giang Tô TV                                       |                                                           |
| 2004 | Chân ái nhất thế tình                 | 真爱一世情               | Ái Lệ                               | PPTV                                              |                                                           |
| 2005 | Thiết sắc cao nguyên                  | 铁色高原                 | Quần Tử (Lúc nhỏ)                   | CCTV                                              |                                                           |
| 2006 | Hồng y phường                         | 红衣坊                   | Triệu Tuyết Mính (Lúc nhỏ)          | CCTV                                              |                                                           |
| 2006 | Divorce going on                      | 离婚进行时               | Tiền Tiêm Tiêm                      | Truyền hình Quảng Đông                            |                                                           |
| 2006 | Chu Nguyên Chương trừ ác Hạ Trần Châu | 朱元璋除恶下陈州         | Thông Nhi                           | Sọhu                                              |                                                           |
| 2006 | Give marriage a break                 | 给婚姻放个假             | Thạch Tiểu Thanh                    | IQIYI                                             |                                                           |
| 2007 | Ôn Noãn                               | 温暖                     | Khấu Tử                             | CCTV                                              |                                                           |
| 2007 | Kết hôn vì yêu                        | 为爱结婚                 | Lục Bội Bội                         | CCTV                                              |                                                           |
| 2007 | Kì Bào                                | 旗袍                     | Vũ Trù                              | Đông Phương Thượng Hải, Chiết Giang TV            |                                                           |
| 2007 | Tái Sinh Duyên                        | 再生缘                   | Mạnh Lệ Quân (Lúc nhỏ)              | ATV                                               |                                                           |
| 2007 | Nhật Nguyệt lăng không                | 日月凌空                 | Hoa Cát Na Na                       | CCTV-1                                            |                                                           |
| 2007 | Sống với nụ cười                      | 笑着活下去               | Yến Dương (Lúc nhỏ)                 | Thượng Hải Channel                                |                                                           |
| 2007 | Love in Future                        | 爱在来时                 | Tố Nhã (Lúc nhỏ)                    | PPTV, Sohu TV                                     |                                                           |
| 2007 | Khu dân cư                            | 家住小区                 | Đường Nhạc Nhạc                     |                                                   |                                                           |
| 2007 | Qua Bích mẫu thân                     | 戈壁母亲                 | Chung Liễu (thơ ấu)                 | CCTV                                              | [ 38 ]                                                    |
| 2008 | Hồ đồ tiểu thiên sứ                   | 糊涂小天使               | Côn Lôn Lão mẫu / Song Song         | Sohu, PPTV                                        |                                                           |
| 2008 | Đột nhiên rung động                   | 突然心动                 | Tiêu Á                              | Thẩm Quyến TV                                     |                                                           |
| 2008 | Hạnh Phúc hoàn hữu đa viễn            | 幸福还有多远             | Đại Nha                             | Bắc Kinh TV                                       |                                                           |
| 2008 | Nhà có em bé mới                      | 家有儿女新传             | Đường Na                            | CCTV                                              |                                                           |
| 2009 | Phi luân phiêu di thiếu niên          | 飞轮漂移少年             | Tiêu Phi Nhi                        |                                                   |                                                           |
| 2009 | Công chúa Đại Lý                      | 大理公主                 | Dương A Tế (Lúc nhỏ)                | CCTV                                              |                                                           |
| 2009 | Mật chiến                             | 密战                     | Chu Đình Đình                       | CCTV                                              |                                                           |
| 2009 | Cố mộng                               | 故梦                     | Đường Thuấn Quân                    | Bắc Kinh TV (BTV-1)                               |                                                           |
| 2010 | Đặc công Khinh khí cầu                | 飞艇特工                 | Kì Kì Khả                           |                                                   |                                                           |
| 2010 | Trà quán                              | 茶馆                     | Nữu Nữu                             | CCTV                                              |                                                           |
| 2010 | Kinh vỹ thiên địa                     | 经纬天地                 | Trinh Kì                            | CCTV                                              |                                                           |
| 2010 | Sinh tử kiều                          | 生死桥                   | Đan Đan (Lúc Nhỏ)                   | CCTV                                              |                                                           |
| 2010 | My Wife                               | 我的糟糠之妻             | Nhạc Nhạc                           | Quảng Đông TV, Liễu Ninh TV, Sơn Tây TV           |                                                           |
| 2010 | Quái hiệp Nhất Chi Mai                | 怪侠一枝梅               | Sài Yên                             | Giang Tô Channel                                  |                                                           |
| 2011 | Chúng ta là anh em                    | 你是我兄弟               | Hoa Lôi Lôi (Thiếu niên)            | Bắc Kinh TV                                       |                                                           |
| 2011 | Khổng Tử Xuân Thu                     | 孔子春秋                 | Tiểu Khương (Khương Tử Nha lúc nhỏ) | CCTV                                              |                                                           |
| 2012 | Phía Đông là biển lớn                 | 向东是大海               | Đại Phượng Nhân                     | CCTV                                              |                                                           |
| 2012 | Thiên tài tiến hóa luận               | 天才进化论               | An An                               | Mango TV                                          |                                                           |
| 2012 | Điệp Chiến thâm hải                   | 谍战深海                 | Chu Đình Đình                       | Bắc Kinh TV                                       |                                                           |
| 2012 | Ma Tổ                                 | 妈祖                     | Lâm Mặc Nương (Thiếu Niên)          | CCTV                                              |                                                           |
| 2013 | Đường Sơn đại địa chấn                | 唐山大地震               | Tô Tây                              | Hà Bắc TV, Hồ Bắc TV, Liễu Ninh TV, Sơn Đông TV   | Bản Truyền hình                                           |
| 2013 | Không phải hoa, chẳng phải sương      | 花非花雾非雾             | Tuyết Hoa (Lúc nhỏ)                 | Hồ Nam TV                                         |                                                           |
| 2014 | Phụ Mẫu ái tình                       | 父母爱情                 | An Di                               | CCTV                                              |                                                           |
| 2014 | Đại trượng phu                        | 大丈夫                   | Âu Dương Miểu Miểu                  | An Huy TV, Bắc Kinh TV, Dragon TV, Chiết Giang TV |                                                           |
| 2014 | Nhất phó Nhị chủ                      | 一仆二主                 | Dương Thụ Miêu                      | Dragon TV                                         |                                                           |
| 2014 | Chuyện tình yêu của bố                | 奶爸的爱情生活           | Cát Tinh Tinh                       | CCTV-8                                            |                                                           |
| 2014 | Hồ đồ tình ái                         | 糊涂的爱                 | Quách Gia Tuệ                       |                                                   | Quay năm 2007                                             |
| 2015 | Lời nói dối của người vợ              | 妻子的謊言               | Trần Phác Ngọc                      | Hồ Nam TV                                         |                                                           |
| 2015 | Ban Thục truyền kỳ                    | 班淑傳奇                 | Giang Tú                            | Tencent Video, CCTV                               | Vai phụ                                                   |
| 2015 | Joy Fans                              | 嬉戏魔法乐园之爱情大爆炸 | An Khiết Tây công chúa              |                                                   | Xuất hiện đặc biệt, Kịch công viên                        |
| 2015 | My Wife is Born After the 80s         | 老婆大人是80后           | Visa                                | Giang Tô TV, Youku                                |                                                           |
| 2016 | Đáp thác xa                           | 搭错车                   | A Mĩ                                | Sơn Đông TV                                       |                                                           |
| 2016 | Our Age of Innocence                  | 我们的纯真年代           | Khổ Qua                             | Hải Nam TV                                        |                                                           |
| 2016 | Tiểu trượng phu                       | 小丈夫                   | Tôn Điềm Điềm                       | Hồ Nam TV                                         |                                                           |
| 2016 | Bạo Tiếu Tiên Sâm                     | 爆笑先森                 | Y tá                                | Sohu TV                                           | Cameo                                                     |
| 2016 | Người đàn ông tuyệt vời               | 好先生                   | Bành Giai Hòa                       | Giang Tô TV, Chiết Giang TV                       |                                                           |
| 2016 | Cửu châu: Thiên Không thành           | 九州·天空城              | Dịch Phục Linh                      | Giang Tô TV                                       | Vai chính                                                 |
| 2017 | Hiên viên kiếm - Hán chi vân          | 轩辕剑之汉之云           | Gia Á Hi                            | Đông Phương Thượng Hải                            |                                                           |
| 2017 | Cực quang chi luyến                   | 逆光之恋                 | Hàn Tinh Tử                         | Hồ Nam TV                                         | [ 39 ]                                                    |
| 2018 | Phượng tù hoàng                       | 凤囚凰                   | Công chúa Sở Ngọc,Chu Tước          | Hồ Nam TV                                         |                                                           |
| 2018 | Cú đấm ngọt ngào                      | 甜蜜暴击                 | Phương Vũ                           | Hồ Nam TV                                         |                                                           |
| 2018 | Nhà trọ quân đội                      | 伙头军客栈               | Quan Đồng Đồng                      | Sơn Đông TV                                       | Cameo                                                     |
| 2018 | Thần Phong Đao                        | 唐朝少年                 | Thủy Liên                           | IQIYI                                             | Quay năm 2014                                             |
| 2019 | Tôi là giáo viên chủ nhiệm            | 我是班主任               | Giáo viên Quan                      | Youku                                             | Cameo                                                     |
| 2020 | Hai mươi bất hoặc                     | 二十不惑                 | Lương Sảng                          | Hồ Nam TV                                         | Vai chính                                                 |
| 2020 | Ba mươi chưa phải là hết              | 三十而已                 | Lương Sảng                          | Đông Phương TV                                    | Cameo (Tập 13)                                            |
| 2020 | Thập Sát Hải                          | 什刹海                   | Trang Hiểu Hiểu                     | CCTV-1                                            | Vai chính                                                 |
| 2021 | Ta chính là cô nương như thế          | 我就是这般女子           | Ban Họa                             | Tencent Video, IQIYI                              | Vai chính                                                 |
| 2021 | Vinh quang và mộng tưởng              | 光荣与梦想               | Lưu Tư Tề                           | Bắc Kinh TV, Đông Phương Thượng Hải               |                                                           |
| 2022 | Hai mươi bất hoặc 2                   | 二十不惑                 | Lương Sảng                          | Hồ Nam TV                                         | Vai chính                                                 |
| 2022 | Hồ đồng                               | 胡同                     | Lâm Duyệt                           | CCTV-8                                            | Vai chính                                                 |
| 2023 | Từng niên thiếu: Thời niên thiếu      | 曾少年之小时候           | Thanh niên Tạ Kiều                  |                                                   | Phim mạng                                                 |
| 2023 | Từng niên thiếu                       | 曾少年                   | Tạ Kiều                             | CCTV-8                                            | Vai chính                                                 |
| 2023 | Nếu có thể, tuyệt không yêu em        | 最灿烂的我们             | Từ Man                              | Youku TV                                          | Vai phụ, Quay năm 2018                                    |
| 2023 | Mai Hoa Hồng Đào                      | 梅花红桃                 | Tả Song Đào                         | Bắc Kinh TV                                       | Vai chính                                                 |
| 2024 | Người trong hẻm nhỏ                   | 小巷人家                 | Trang Tiểu Đình                     | Hồ Nam TV                                         | Vai chính                                                 |
| TBA  | Kiến Quốc đại nghiệp                  | 建国大业                 |                                     |                                                   |                                                           |
| TBA  | Chúng ta đỉnh thật sự                 | 了不起的我们             | Dương Giai Giai                     |                                                   | Vai chính                                                 |
| TBA  | Yên hoa thiếu niên                    | 烟花少年                 | Nghiêm Hiểu Đan                     |                                                   | Vai chính                                                 |
| TBA  | Sinh ra đúng lúc                      | 生逢其时                 | Tế Thời                             |                                                   | Vai chính                                                 |

### Phim chiếu mạng
| Năm  | Tên                       | Tên tiếng Trung            | Vai                    | Ghi chú   |
| ---- | ------------------------- | -------------------------- | ---------------------- | --------- |
| 2013 | 101st Confession          | 101次告白                  | Chu Bối Bối            |           |
| 2015 | Ma thuật xúc luyến        | 我的公主来自外星之魔法触恋 | An Khiết Tây công chúa | Web Movie |
| 2015 | Seventeen Blue            | 会痛的17岁                 | Quỳ Chi                |           |
| 2016 | Chào anh, Mr Right của em | 老师晚上好                 | Lâm Hạ                 |           |
| 2017 | Con đường thành sao       | 逆袭之星途璀璨             | Quan Hiểu Đồng         | Cameo     |
| 2021 | Trường dạy nghề Nam Tường | 男翔技校                   | Quan Quan              | Khách mời |

### Điện ảnh
| Năm  | Tên                                    | Tên tiếng Trung  | Vai                        | Ghi Chú                    |
| ---- | -------------------------------------- | ---------------- | -------------------------- | -------------------------- |
| 2003 | Profoundly Affecting                   | 惊心动魄         | Song Song                  |                            |
| 2003 | Noãn                                   | 暖               | Nha                        | [ 42 ]                     |
| 2005 | Hồng Sơn Vũ                            | 红山雨           | Tiểu Tôn Nữ                | Cameo                      |
| 2005 | Điện ảnh vãng sự                       | 电影往事         | Giang Linh Linh            |                            |
| 2005 | Vô cực                                 | 无极             | Tiểu Khuynh Thành          |                            |
| 2005 | Tình mãn Sơn Hương                     | 情满山乡         | Tần Phương                 |                            |
| 2007 | Hạ nhật vật ngữ                        | 夏日物语         | Đồng Đồng                  |                            |
| 2008 | Tiểu Điền tiến thành                   | 小田城进         | Tiểu Điền                  |                            |
| 2008 | Cứu                                    | 救我             | Tiểu Tuyết                 |                            |
| 2008 | Lời hứa                                | 今生的诺言       | Đồng Đồng                  |                            |
| 2009 | Thích Lăng                             | 刺陵             | Lam Đình (Lúc nhỏ)         |                            |
| 2010 | Spring Buds Blossoms                   | 春蕾绽放         | Nông Tiểu Mai              | [ 43 ]                     |
| 2010 | Phi thành vật nhiễu 2                  | 非诚勿扰2        | Xuyên Xuyên                |                            |
| 2011 | Hạ thiên đích lạp hoa                  | 夏天的拉花       | Lưu Tân                    | Khách mời                  |
| 2012 | Họa bì 2                               | 画皮2            | Tĩnh công chúa (Thiếu nữ)  |                            |
| 2013 | Điệp vụ tuyệt mật                      | 天機：富春山居圖 | Tiếu Duyệt Duyệt           | [ 44 ]                     |
| 2013 | Trí mệnh thiểm ngoạn                   | 致命闪玩         | Học sinh sơ cấp            |                            |
| 2013 | Tư nhân đính chế                       | 私人订制         | Thiếu nữ "Lễ trưởng thành" | [ 45 ]                     |
| 2015 | Tai Trái                               | 左耳             | Tưởng Kiểu                 | [ 46 ]                     |
| 2015 | Lãng mạn thiên hàng                    | 浪漫天降         | Sa Sa                      | [ 47 ]                     |
| 2015 | Kẻ xấu luôn phải chết                  | 坏蛋必须死       | Tiểu mĩ nữ phi trường      | Khách mời                  |
| 2017 | Hợp đồng hôn nhân                      | 一纸婚约         | Vương Tiểu Tương           | Diễn viên kiêm tổ sản xuất |
| 2017 | Tái sinh: Long tộc Thánh Nữ            | 重生之龙族圣女   | Long tộc Thánh Nữ          | Phim online                |
| 2017 | Kiến quân đại nghiệp                   | 建军大业         | Đặng Dĩnh Siêu             | [ 50 ]                     |
| 2018 | Vô ảnh                                 | 影               | Công chúa Thanh Bình       |                            |
| 2018 | Đầu hàng trước sự ngây thơ của nữ sinh | 向天真的女生投降 | Diêu Lan                   | Phim online                |
| 2019 | Như ảnh tùy tâm                        | 如影随心         | Loli                       | Trình diễn đặc biệt        |
| 2019 | Chuyến bay sinh tử                     | 中国机长         | Người đan mê Hàng Không    |                            |
| 2020 | Nguyệt bán Alice                       | 月半爱丽丝       | Alice                      | Vai chính                  |
| 2021 | Đồ Lan Đóa: Lời nguyền duyên khởi      | 图兰朵：魔咒缘起 | Công chúa Đồ Lan Đóa       | Vai chính                  |
| 2022 | Liệp đồ                                | 猎屠             | Quan Hiểu Đồng             | Diễn xuất đặc biệt         |
| 2023 | Phi thành vật nhiễu 3                  | 非诚勿扰3        | Xuyên Xuyên trưởng thành   |                            |
| 2024 | Văn nghệ kháng chiến Trung Quốc        | 抗战中的文艺     | Tần Di                     |                            |
| 2024 | Hồng Lâu Mộng: Kim ngọc lương duyên    | 红楼梦之金玉良缘 | Giả Nguyên Xuân            | Vai khách mời              |
| TBA  | Long tộc chi chiến                     | 龙族之战         |                            | [ 54 ]                     |

### Kịch
1/10/2022-7/10/2022 -Văn nghệ kháng chiến Trung Quốc  (抗战中的文艺)

### Micro-film
| Năm                  | Tên                            | Tên tiếng Trung | Ghi Chú                               |
| -------------------- | ------------------------------ | --------------- | ------------------------------------- |
| 17 tháng 6 năm 2016  | Người đàn ông tốt ngoại truyện | 好先生番外篇    |                                       |
| 30 tháng 12 năm 2016 | Niên Niên Đắc Phúc             | 年年得福        | Phim Micro mừng năm mới 2017 của Dove |

### Lồng tiếng
| Năm                 | Tên                                      | Tên Tiếng Trung   | Tên Nhân vật | Loại           | Ghi Chú                |
| ------------------- | ---------------------------------------- | ----------------- | ------------ | -------------- | ---------------------- |
| 13 tháng 8 năm 2015 | Roco Kingdom 4: Go! Valley of the Giants | 洛克王国4：出发！ | Krithia      | Animated movie | [ 56 ]                 |
| 21 tháng 6 năm 2024 | Những mảnh ghép cảm xúc 2                | 头脑特工队2       | Joy          | Thiếu nhi      | Lồng tiếng tiếng Trung |

### Video quảng cáo
| Năm  | Tên                                                                   | Đạo diễn        |
| ---- | --------------------------------------------------------------------- | --------------- |
| 2008 | Đấu thầu cho Hội chợ triển lãm thế giới Thượng Hải                    | Trương Nghệ Mưu |
| 2008 | Dấu ấn Trung Quốc: khiêu vũ Bắc Kinh (Biểu tượng Thế vận hội Olympic) | Trương Nghệ Mưu |

### Tiểu phẩm
| Năm                | Tên           | Đồng diễn                   | Ghi chú |
| ------------------ | ------------- | --------------------------- | ------- |
| 7 tháng 2 năm 2016 | Ai vậy 是谁呢 | Quách Đông Lâm, Mã Thiên Vũ | [ 58 ]  |

## Âm nhạc

### Album
- 2015 Eighteen
- 2021 Tuý Thanh Hoa
- 2021 23 EP

### Single
| Ngày                 | Tên                                      | Ghi chú |
| -------------------- | ---------------------------------------- | --- |
| 17 tháng 9 năm 2015  | An Khiết Tây công chúa                   | |
| 18 tháng 11 năm 2015 | Chuyện xưa của hai ta (关于你和我的故事) | Noãn tâm tiểu tình ca, trong album Eighteen |
| 28 tháng 7 năm 2016  | Âm Mộng (音梦)                           | OST Cửu châu thiên không thành |
| 30 tháng 11 năm 2016 | Mặt trời trong mắt em (瞳孔里的太阳)     | Bài hát Ngày thế giới phòng chống AIDS |
| 23 tháng 12 năm 2016 | Động tác chậm (漫动作)                   | Phan Vỹ Bá ft. Quan Hiểu Đồng |
| 24 tháng 6 năm 2017  | Cho bản thân tôi tuổi 17 (给17岁的自己)  | OST Bí quả - Quan Hiểu Đồng, Âu Hào, Dương Dương, Mã Tư Thuần, Trần Phi Vũ, Âu Dương Na Na, Trâu Nguyên Thanh, Trương Thành Hàng                  |
| 7 tháng 7 năm 2017   | Nơi bạn muốn đến (想要去的地方)          | OST Dafuha |
| 8 tháng 8 năm 2017   | Minh Nguyệt (明月)                       | OST Hiên viên kiếm - Hán chi vân |
| 24 tháng 8 năm 2017  | Hai lần yêu đầu tiên (二次初恋)          | OST Hai lần yêu đầu tiên - Quan Hiểu Đồng và Vương Nhất Bác                                                                                       |
| 16 tháng 11 năm 2017 | Ôm lấy bạn (拥抱你)                      | với Dịch Dương Thiên Tỉ và Vương Gia (Tuyên truyền Ngày thế giới phòng chống AIDS)                                                                |
| 4 tháng 12 năm 2017  | Anh chưa từng rời xa (你从来没离开)      | OST Cực quang chi luyến |
| 4 tháng 12 năm 2017  | Đừng rung động trước anh (别对我动情)    | OST Cực quang chi luyến, với Châu Hiểu Bằng |
| 17 tháng 9 năm 2018  | Hoa nở (花期)                            | |
| 28 tháng 11 năm 2018 | Cánh Diều (风筝)                         | |
| 16 tháng 7 năm 2020  | Cây (树)                                 | OST Hai mươi bất hoặc |
| 20 tháng 9 năm 2020  | I see                                    | Đĩa đơn cá nhân |
| 18 tháng 1 năm 2021  | Phong Hoa (风花)                         | OST Ta chính là cô nương như thế, với Hầu Minh Hạo                                                                                                |
| 29 tháng 1 năm 2021  | Tuý Thanh Hoa (醉清欢)                   | OST Ta chính là cô nương như thế |
| 24 tháng 3 năm 2021  | Dưới ánh nắng rực rỡ (在灿烂阳光下)      | Bài hát chủ đề của hoạt động thực hành giáo dục “Thanh niên đoàn kết và luôn theo Đảng” của Liên đoàn Thanh niên Toàn Trung Quốc, với các nghệ sĩ |
| 23 tháng 6 năm 2021  | A Little a Lot                           | Đĩa đơn cá nhân "23" |
| 23 tháng 6 năm 2021  | 梦境                                     | Đĩa đơn cá nhân "23" |
| 27 tháng 10 năm 2021 | Kinh chào dũng sĩ (致敬勇士)             | Bài hát quảng cáo cho lễ trao giải Thế vận hội mùa đông và Thế vận hội Người khuyết tật mùa đông Bắc Kinh 2022, với nhiều nghệ sĩ                 |
| 19 tháng 8 năm 2022  | 如果时间有按钮                           | Nhạc đệm Hai mươi bất hoặc 2 |
| 10 tháng 12 năm 2022 | Tràn đầy hạnh phúc (幸福满怀)            | OST Hồ đồng |
| 19 tháng 12 năm 2022 | Cố nhân thính (故人听)                   | OST show Thành phố bảo tàng, với Lan Thiên Kỳ |
| 23 tháng 5 năm 2023  | Quang huy (光辉)                         | Bài hát quảng bá chủ đề Giải thưởng Điện ảnh Hoa Biểu Trung Quốc, được hát cùng hàng trăm nhà làm phim                                            |
| 29 tháng 5 năm 2023  | Để những cơn mưa nhè nhẹ rơi             | Bài hát quảng bá văn hóa khí tượng |

### MV ca nhạc
| Năm                  | Tên                      | Ca sĩ |
| -------------------- | ------------------------ | --- |
| 13 tháng 5 năm 2003  | Cô bé trước tòa nhà      | Duẫn Tương Kiệt |
| Tháng 12 năm 2004    | Tình yêu một trăm năm    | Phó Địch Thanh, Nhâm Tĩnh                                                                                           |
| 2004                 | Khuynh thành chi luyến   | Tôn Duyệt, Sa Bảo Lượng                                                                                             |
| 2004                 | Bông hồng đỏ             | Đội nhạc Vương bảo chính ngọ dương quang                                                                            |
| 2004                 | Quan tâm                 | Lưu Vỹ |
| 2004                 | Dần dần                  | Triệu Vy |
| 30 tháng 11 năm 2016 | Mặt trời trong mắt em    | TFBoys, Dương Dương, Quan Hiểu Đồng                                                                                 |
| 5 tháng 1 năm 2017   | Động tác chậm            | Phan Vỹ Bá, Quan Hiểu Đồng                                                                                          |
| 26 tháng 4 năm 2017  | Cho bản thân tôi tuổi 17 | Âu Hào, Dương Dương, Mã Tư Thuần, Quan Hiểu Đồng, Trần Phi Vũ, Âu Dương Na Na, Trâu Nguyên Thanh, Trương Thành Hàng |
| 24 tháng 8 năm 2017  | Hai lần đầu tiên         | Quan Hiểu Đồng, Vương Nhất Bác                                                                                      |
| 21 tháng 9 năm 2018  | Hoa nở                   | Quan Hiểu Đồng |

## Dẫn chương trình
- 2017-10-28 Lễ bế mạc trao học bổng Liên hoan phim Điện ảnh và Truyền hình Bắc Kinh lần thứ 16 [60]
- 2017-11-10 Đêm hội 11/11 [61]
- 2018-05-04 Hoa tươi tháng Năm (Young day gala)

## Chương trình tạp kỹ
| Ngày                                       | Tên | Tập                                                                                    | Vai trò                                                                 | Ghi chú |
| ------------------------------------------ | --- | -------------------------------------------------------------------------------------- | ----------------------------------------------------------------------- | --- |
| 19 tháng 5 năm 2014                        | Tôi yêu gia đình tôi 我爱我家                                                                                            | Ba ba rất quan trọng                                                                   | Khách mời                                                               | [ 62 ] |
| 8 tháng 8 năm 2014                         | Thơ ca Trung Quốc mùa 3 中华好诗词第三季                                                                                 |                                                                                        | Khách mời                                                               | [ 63 ] |
| 30 tháng 8 năm 2014                        | Niên đại tú 年代秀 |                                                                                        | Người chơi                                                              | |
| 17 tháng 10 năm 2014                       | Cuộc đua kỳ thú Trung Quốc 极速前进                                                                                      | Chặn đua ở Thành phố New York                                                          | Người chơi                                                              | |
| 24 tháng 10 năm 2014                       | Cuộc đua kỳ thú Trung Quốc 极速前进                                                                                      | Chặn đua ở Thành phố Dallas                                                            | Người chơi                                                              | |
| 25 tháng 10 năm 2014                       | Niên đại tú 年代秀 | Quảng bá Cuộc đua kỳ thú Trung Quốc                                                    | Khách mời                                                               | |
| 12 tháng 12 năm 2014                       | Cuộc đua kỳ thú Trung Quốc 极速前进                                                                                      | Chặn đua ở Seoul                                                                       | Người chơi                                                              | |
| 19 tháng 12 năm 2014                       | Cuộc đua kỳ thú Trung Quốc 极速前进                                                                                      | Chặn đua ở Thâm Quyến, Hồng Kông                                                       | Người chơi                                                              | |
| 10 tháng 1 năm 2015                        | Thơ ca Trung Quốc mùa 3 中华好诗词第三季                                                                                 |                                                                                        | Khách mời                                                               | [ 64 ] |
| 8 tháng 3 năm 2015                         | Thơ ca Trung Quốc mùa 3 中华好诗词第三季                                                                                 | Hát bài 点绛唇蹴罢秋千                                                                 | Khách mời                                                               | |
| 18 tháng 4 năm 2015                        | Happy Camp 快乐大本营 | Đoàn làm phim Tai trái                                                                 | Khách mời                                                               | |
| 21 tháng 5 năm 2015                        | Chúng ta đều thích cười 我们都爱笑                                                                                       | Với Hồ Hạ                                                                              | Khách mời                                                               | [ 65 ] |
| 7 tháng 2 năm 2016                         | Đêm hội mùa Xuân CCTV 2016年中央电视台春节联欢晚会                                                                       | Tiểu phẩm Ai vậy                                                                       | Khách mời                                                               | [ 58 ] |
| 23 tháng 4 năm 2016                        | Happy Camp 快乐大本营 | Hát một bài hát với nhóm Hảo uội muội                                                  | Khách mời                                                               | [ 66 ] |
| 6 tháng 5 năm 2016                         | Át chủ bài đối đầu 大牌对王牌                                                                                            | Breeches role cổ điển Võ lâm ngoại truyện                                              | Khách mời                                                               | [ 67 ] |
| 22 tháng 5 năm 2016                        | 超级大首映 | Ngôi sao trẻ đặc biệt                                                                  | Khách mời                                                               | [ 68 ] |
| 31 tháng 12 năm 2016                       | Mừng năm mới 2017 Đài Hồ Nam 2017湖南卫视跨年演唱会                                                                      | An Khiết Tây công chúa                                                                 | Khách mời                                                               | |
| 27 tháng 1 năm 2017                        | Đêm hội mùa Xuân CCTV 2017 2017年中央电视台春节联欢晚会                                                                  | Nguyện đời người bền lâu                                                               | Khách mời                                                               | |
| 17 tháng 2 năm 2017                        | Ngày ngày tiến lên 天天向上                                                                                              | Nhảy năng động                                                                         | Khách mời                                                               | [ 69 ] |
| 19 tháng 2 năm 2017                        | Điều kinh hỉ nhất 头号惊喜                                                                                               | Bất ngờ cho Giang Sở Ảnh                                                               | Khách mời                                                               | [ 70 ] |
| 14 tháng 4 năm 2017                        | Running Brothers 奔跑吧                                                                                                  | Tiều thành Đại thị                                                                     | Người chơi                                                              | [ 71 ] |
| 19 tháng 4 năm 2017                        | Đã chuẩn bị chưa 准备好了吗                                                                                              | Trả lời câu hỏi                                                                        | Khách mời                                                               | [ 72 ] |
| 25 tháng 4 năm 2017                        | See you Monday 周一见 | Đêm khuya cùng fan                                                                     | Khách mời                                                               | [ 73 ] |
| 28 tháng 4 năm 2017                        | Ngày ngày tiến lên 天天向上                                                                                              | Câu chuyện lãng mạn tại ngôi nhà hoa                                                   | Khách mời                                                               | [ 74 ] |
| 5 tháng 9 năm 2017                         | 美食告白记 第一季 | Quan Hiểu Đồng và Cha                                                                  | Khách mời                                                               | |
| 31 tháng 12 năm 2017                       | Mừng năm mới 2018 Đài Hồ Nam 2018湖南卫视跨年演唱会                                                                      | Quan Hiểu Đồng vui tươi với ca khúc Dạo này hơi phiên                                  | Khách mời                                                               | [ 75 ] |
| 8 tháng 1 năm 2018                         | Báu vật quốc gia mùa 1 国家宝藏第一季                                                                                    |                                                                                        | Khách mời                                                               | [ 76 ] |
| 9 tháng 2 năm 2018                         | Tiết mục cuối năm đài Hồ Nam 2018 湖南卫视小年夜春晚                                                                     | Đệ tử quy (Đạo làm con)                                                                | Khách mời                                                               | [ 77 ] |
| 16 tháng 2 năm 2018                        | Đêm hội mùa Xuân CCTV 2018 2018年中国中央电视台春节联欢晚会                                                              |                                                                                        | Khách mời                                                               | [ 78 ] |
| 2 tháng 3 năm 2018                         | Dạ Tiệc Tết Nguyên Tiêu đài Bắc Kinh 2018 2018北京卫视元宵晚会                                                           | Hãy để niềm vui thêm chút màu sắc                                                      |                                                                         | |
| 22 tháng 4 năm 2018                        | Liên hoan phim quốc tế Bắc Kinh 第8届北京国际电影节                                                                      | Quang ảnh thần kỳ, Hoa cỏ                                                              | Khách mời                                                               | |
| 25 tháng 5 năm 2018                        | Thư Trung Quốc 信·中国                                                                                                   | Với Phương Thanh Trác                                                                  | Khách mời                                                               | |
| 8 tháng 12 năm 2018                        | Lễ trao giải Hoa Biểu 第17届华表奖                                                                                       |                                                                                        | Khách mời                                                               | [ 79 ] |
| 19 tháng 10 năm 2018                       | Đêm hội Doyin - Lễ hội mùa thu Chiết Giang 2018 浙江卫视秋季盛典                                                         |                                                                                        | Khách mời                                                               | Hát "Hoa nở" |
| 21 tháng 10 năm 2018                       | Hội chợ triễn lãm Trung Quốc lần thứ 1 中国国际进口博览会上海青年推广大使                                                |                                                                                        | Đại sứ xúc tiến Thanh niên Thượng Hải                                   | [ 81 ] |
| 1 tháng 12 năm 2018                        | Đêm hội gào thét Iqiyi 爱奇艺尖叫夜                                                                                      |                                                                                        | Khách mời                                                               | [ 82 ] |
| 23 tháng 12 năm 2018                       | Lễ trao giải Ngôi sao đầu đề 头条盛典红毯                                                                                |                                                                                        | Khách mời                                                               | [ 83 ] |
| 23 tháng 12 năm 2018                       | Làm mới Cố Cung 上新了！故宫                                                                                             | Tập 7 - Tìm hiểu về công chúa mà Càn Long yêu thương nhất - Cố Luân hòa hiếu công chúa | Khách mời                                                               | |
| 31 tháng 12 năm 2018                       | Lễ hội Băng Tuyết chào đón năm mới BTV-1 2019BTV跨年冰雪盛典                                                             | Cánh diều, Mùa Đông Bắc Kinh                                                           | Khách mời                                                               | [ 84 ] |
| 1 tháng 2 năm 2019                         | Vương bài đối vương bài 王牌对王牌第四季                                                                                 |                                                                                        | MC                                                                      | |
| 4 tháng 2 năm 2019                         | Đêm hội mùa Xuân CCTV 2019 2019年中央广播电视总台春节联欢晚会                                                            | 青春畅想                                                                               | Khách mời                                                               | |
| 5 tháng 2 năm 2019                         | Đêm hội mùa Xuân đài Bắc Kinh 2019 2019年北京广播电视台春节联欢晚会                                                      | Ấu thơ                                                                                 | Khách mời                                                               | Hát "Thời thơ ấu" |
| 5 tháng 2 năm 2019                         | Vương bài đối vương bài 王牌对王牌第四季                                                                                 | Tết Nguyên Đán                                                                         | MC                                                                      | |
| 5 tháng 2 năm 2019                         | Hát và nhận phong bì đỏ cùng nhau 一起唱歌领红包                                                                         |                                                                                        | Khách mời                                                               | |
| 25 tháng 4 năm 2019                        | Ngôi nhà của sao 向往的星居}                                                                                             |                                                                                        | Khách mời                                                               | Chương trình thực tế cải thiện nhà xuyên biên giới của các ngôi sao do truyền hình vệ tinh Bắc Kinh sản xuất         |
| 14 tháng 9 năm 2019                        | Bậc thầy thời trang mùa 2 时尚大师第二季                                                                                 |                                                                                        | Chương trình Sáng tạo Thời trang và Văn hóa, Người giới thiệu           | |
| 11 tháng 10 năm 2019                       | Gặp gỡ Thiên Đàn 遇见天坛                                                                                                | Quân Hồng Kỳ                                                                           | Khách mời                                                               | |
| 7 tháng 12 năm 2019                        | Tôi là diễn viên mùa 2 我就是演员之巅峰对决                                                                              |                                                                                        | Khách mời                                                               | |
| 21 tháng 2 năm 2020                        | Vương bài đối vương bài 王牌对王牌第五季                                                                                 |                                                                                        | MC                                                                      | |
| 14 tháng 3 năm 2020                        | Happy Camp 快乐大本营 | Tuyên truyền Nguyệt bán Alice                                                          | Khách mời                                                               | |
| 29 tháng 5 năm 2020                        | Running Brothers 奔跑吧第四季                                                                                            |                                                                                        | Khách mời                                                               | |
| 21 tháng 11 năm 2020                       | Trung Quốc trong lịch sử mùa 2 故事里的中国第二季                                                                        |                                                                                        | Khách mời, Diễn vai Đô Quý Mã                                           | |
| 31 tháng 12 năm 2020                       | Giao thừa Đài Bắc Kinh 2021迎冬奥相约北京BRTV环球跨年冰雪盛典                                                            |                                                                                        | Khách mời, Hát Gửi người thong thả đến muộn, Gặp nhau ở Bắc Kinh, Thích | với A Tứ, Thường Thạch Lỗi                                                                                           |
| 31 tháng 12 năm 2020                       | Giao thừa Đài Chiết Giang 浙江卫视2021跨年晚会                                                                           |                                                                                        | MC                                                                      | Hát "Sao tôi lại đẹp thế này" và "How You Like That"                                                                 |
| 31 tháng 12 năm 2020                       | Giao thừa Tổng đài Phát thanh Truyền hình Trung ương 启航2021——中央广播电视总台跨年盛典                                  |                                                                                        | Khách mời, Hát "Tôi và quê hương tôi"                                   | với Chung Nam Sơn, Trương Bá Lễ, Trương Địch Vũ, Trần Vy, Vương Diêụ Khánh, Vương Tổ Lam, Mạch Gia Hân (Sofia Paiva) |
| 1 tháng 1 năm 2021                         | Tỏa sáng lý tưởng ở Trung Quốc-Chương trình đặc biệt 理想照耀中国-特别节目                                               | 100 năm thành lập Trung Quốc                                                           | Khách mời, Hát Don't Forget Your Original Heart                         | |
| 29 tháng 1 năm 2021                        | Vương bài đối vương bài 王牌对王牌第六季                                                                                 |                                                                                        | MC                                                                      | |
| 12 tháng 2 năm 2021                        | Xuân Vãn 2021 2021年北京广播电视台春节联欢晚会                                                                           |                                                                                        | Khách mời                                                               | Hát 新春蹦吧 |
| 24 tháng 9 năm 2021 - 26 tháng 11 năm 2021 | Người chiến thắng cuối cùng 最后的赢家                                                                                   |                                                                                        | Khách mời                                                               | |
| 21 tháng 11 năm 2021                       | Trung Quốc trong lịch sử mùa 3 故事里的中国第三季                                                                        |                                                                                        | Khách mời, diễn va Cù Độc Y lúc trẻ                                     | |
| 25 tháng 2 năm 2022                        | Vương bài đối vương bài mùa 7 王牌对王牌第七季                                                                           |                                                                                        | MC                                                                      | |
| 5 tháng 5 năm 2022                         | Đêm hội Ngũ Tứ (Ngày thanh thiếu niên Trung Quốc) 奋斗的青春——2022年五四青年节特别节目                                   |                                                                                        | Khách mời                                                               | Số đặc biệt |
| 21 háng 5 năm 2022                         | Trung Quốc trong thư họa 书画里的中国                                                                                    |                                                                                        |                                                                         | |
| 1 tháng 6 năm 2022                         | Tiết mục Đặc biệt ngày 1 tháng 6 2022“六一”特别节目《童心筑梦 志在未来》                                                 |                                                                                        |                                                                         | |
| 17 tháng 9 năm 2022                        | Xin chào, Thứ 7 你好星期六                                                                                               |                                                                                        | Khách mời                                                               | |
| 29 tháng 11 năm 2022                       | Offer Rung động lòng người 令人心动的offer                                                                               |                                                                                        | Khách mời                                                               | |
| 5 tháng 5 năm 2013                         | Running Brothers 奔跑吧第十一季                                                                                          |                                                                                        | Khách mời                                                               | |
| 29 tháng 6năm 2023                         | Gala phim và âm nhạc vùng vịnh lớn năm 2023 “湾区升明月”2023大湾区电影音乐晚会                                           |                                                                                        | Khách mời                                                               | |
| 9 tháng 10 năm 2023                        | Mao Tuyết Uông 毛雪汪秋天季                                                                                              |                                                                                        | Khách mời                                                               | Mùa thu |
| 20 tháng 10 năm 2023                       | Vương bài đối vương bài mùa 8 王牌对王牌第八季                                                                           |                                                                                        | MC                                                                      | |
| 31 tháng 12 năm 2023                       | Giao thừa Đài Chiết Giang 2024 2023-2024浙江卫视跨年晚会                                                                 |                                                                                        | Khách mời, hát "Gió đem gặp em"                                         | |
| 31 tháng 12 năm 2023                       | Giao thừa Tổng đài Phát thanh Truyền hình Trung ương 2024 启航2024——中央广播电视总台跨年晚会                             |                                                                                        | Khách mời, hát :Anh nhớ" + "Thước phim tình yếu"                        | với Uông Tô Lang |
| Tháng 1 năm 2024                           | 龙耀2024·追光正当燃 |                                                                                        | Khách mời                                                               | Team Vương bài đối vương bài                                                                                         |
| 4 tháng 2 năm 2024                         | Đêm di sản phi vật thế:Tết 新春非遗之夜                                                                                  |                                                                                        | Khách mời                                                               | |
| 7 tháng 2 năm 2024                         | Rồng cuốn Hổ chồm 龙腾虎跃·中国年味                                                                                      |                                                                                        | Khách mời, hát "Chúc mừng năm mới"                                      | |
| 9 tháng 2 năm 2024                         | Đêm hội mùa Xuân CCTV 2024 2024年中央广播电视总台春节联欢晚会                                                            |                                                                                        | Khách mời, hát "Niên Cẩm"                                               | với Lưu Đào |
| 10 tháng 2 năm 2024                        | Đêm hội mùa Xuân Bắc Kinh TV 2024 2024年北京广播电视台节联欢晚会                                                         |                                                                                        | Khách mời, hát "Trạm phía trước đang là mùa xuân"                       | với Đàm Tùng Vận |
| 18 tháng 5 năm 2024                        | Báu vật quốc gia mùa 4 国家宝藏第四季                                                                                    |                                                                                        | Khách mời                                                               | |
| 11 tháng 6 năm 2024                        | Bữa tiệc ca hát nóng bỏng 滚烫歌会                                                                                       |                                                                                        | Khách mời, hát "Tiểu Bạch Mã Ánh Dương Cầu Vồng"                        | với Đại Trương Vỹ |
| 17 tháng 9 năm 2024                        | Gala Tết Trung thu của Đài phát thanh và truyền hình trung ương Trung Quốc 2024 2024年中央广播电视总台中秋晚会           |                                                                                        | Khách mời, hát "Tuế Tuế"                                                | với Mao Hiểu Đồng |
| 30 tháng 11 năm 2024 - 1 tháng 12 năm 2024 | Bây giờ xuất phát mùa 2 现在就出发第二季                                                                                 |                                                                                        | Khách mời                                                               | |
| 31 tháng 12 năm 2024                       | Hành trình mới - Đêm giao thừa BRTV 2025 踏上新征程——2025BRTV跨年之夜                                                    |                                                                                        | Khách mời, hát Tháp Chuông Trống                                        | với Lưu Phong |
| 31 tháng 12 năm 2024                       | Ra khơi 2025 - Đài phát thanh và truyền hình trung ương Trung Quốc Tiệc đêm giao thừa 启航2025——中央广播电视总台跨年晚会 |                                                                                        | Khách mới, hát Đăng hoả niên niên                                       | với Trương Triết Hoa                                                                                                 |

## Sách
| Năm  | Tên                      | Loại      |
| ---- | ------------------------ | --------- |
| 2015 | 用时间换天分越努力越幸运 | Tiểu luận |
| 2017 | 不知愁滋味               | Tiểu luận |

## Quảng cáo, đại diện, đại ngôn
- Đại sứ Colovy
- Đại diện phát ngôn Sản phẩm chăm sóc da ZMC
- Đại diện phát ngôn Sản phẩm chăm sóc da Mergian
- Đại diện L'Oréal Paris
- Đại diện phát ngôn Huawei Nova
- Đại diện phát ngôn Blade & Soul Trung Quốc
- Expo Thượng Hải Trung Quốc
Biểu tượng Olympic 2008
- Dấu ấn Trung Quốc
- Đại sứ thương hiệu Barbie của Trung Quốc
- Đại diện ANTA
- Đặc phái viên Y tế của Tổ chức Y tế Thế giới (WHO)
- Đại diện phát ngôn Pandora
- Đại diện phát ngôn Cosmo Lady
- 2018 - Chief Heath Officer- Luli Group
- Đại diện phát ngôn Baunis
- Đại diện phát ngôn Nido
- Đại diện phát ngôn Hutlon
- Đại diện phát ngôn Audi tại Trung Quốc
- Đại diện phát ngôn HUTLON 汇泰龙
- Đại diện phát ngôn BADINA 芭蒂娜
- Đại sử Coca Cola

## Hoạt động xã hội
| Năm  | Nôi dung |
| ---- | --- |
| 2016 | 25 tháng 3 năm 2016 hát cùng với Lưu Hạo Nhiên , Neghmet Rakhman , Bình An và những người khác tại Quảng trường Thiên An Môn ; 26 tháng 9, cô đảm nhiệm vai trò đại sứ phúc lợi công cộng của Liên hoan phim thiếu nhi Hoành Điếm lần thứ 2 và quay một bộ phim quảng bá phúc lợi công cộng ; Tháng 10, Quan Hiểu Đồng phát hành một trang bìa lợi ích công cộng của một tạp chí thời trang với chủ đề "Kêu gọi bảo vệ động vật" ; 30 tháng 11, Quan Hiểu Đồng cùng một số diễn viên khác đã cùng nhau thu âm ca khúc từ thiện Ngày Thế giới phòng chống AIDS có tên Mặt trời trong mắt em. |
| 2017 | 3 tháng 3, với tư cách là người ủng hộ thanh thiếu niên cho Ngày Động vật hoang dã Thế giới, cô đã quay một quảng cáo dịch vụ công cộng ; 1 tháng 6, cô được Tổ chức Y tế Thế giới trao tặng danh hiệu Người ủng hộ kiểm soát thuốc lá tại Trung Quốc và đã quay một quảng cáo dịch vụ công cộng ; 24 tháng 6, tham gia Vinh quang và giấc mơ - Bộ phim phúc lợi công cộng Giấc mơ Trung Hoa của chúng ta ; 16 tháng 11, cô đã hát bài hát chủ đề từ thiện của Ngày Thế giới phòng chống AIDS lần thứ 30 Ôm lấy bạn ; Ngày 18 tháng 11, cô được Tổ chức Y tế Thế giới bổ nhiệm làm Đặc phái viên về Y tế của WHO tại Trung Quốc . |
| 2018 | 2 tháng 4, chương trình Thời đại mới, kỹ năng mới được phát sóng, Quan Hiểu Đồng đã đến thăm Sân bay Bắc Kinh; 29 tháng 10, cô đã xuất hiện tại trụ sở Liên Hợp Quốc ở New York với tư cách là Đặc phái viên về Y tế của Tổ chức Y tế Thế giới tại Trung Quốc, cam kết xóa bỏ sự phân biệt đối xử của công chúng đối với những người sống chung với HIV và nhận lời phỏng vấn độc quyền với Dịch vụ Tin tức Liên Hợp Quốc ; 21 tháng 10, Quan Hiểu Đồng được thuê làm Đại sứ quảng bá thanh thiếu niên Thượng Hải cho Hội chợ nhập khẩu quốc tế Trung Quốc và ra mắt điệu nhảy cử chỉ sáng tạo Tiến về phía trước với thanh thiếu niên cho Hội chợ ; 27 tháng 2, Diễn đàn Trăm người về trách nhiệm xã hội Trung Quốc năm 2018 và Đêm trách nhiệm đã được tổ chức tại Bắc Kinh. Nhóm nghiên cứu chung của Đại học Sư phạm Bắc Kinh và Viện Khoa học Xã hội Trung Quốc đã trao tặng cho Quan Hiểu Đồng "Giải thưởng Trách nhiệm xã hội Ngôi sao Trung Quốc năm 2018". |
| 2019 | 29 tháng 1, Quan Hiểu Đồng trở thành đại sứ tình yêu cho dự án Hội ngộ hòa thuận, yêu thương không bỏ lại phía sau do Quỹ Chữ thập đỏ Trung Quốc đồng tài trợ, giúp 100 trẻ em bị bỏ lại đoàn tụ với cha mẹ ở thành phố nơi họ làm việc ; 21 tháng 3, tham gia thu âm ca khúc chủ đề "Ánh dương tình yêu" cho Quỹ phúc lợi người khuyết tật Trung Quốc và Hiệp hội quảng bá và tin tức về các vấn đề của người khuyết tật Trung Quốc ; 28 tháng 4, Ban Chấp hành Trung ương Đoàn Thanh niên Cộng sản Trung Quốc công bố danh sách "Thanh niên toàn quốc có chí tiến thủ, nhân hậu" năm 2019, trong đó Quan Hiểu Đồng được bầu chọn và vinh danh là "Thanh niên xóa đói giảm nghèo, giúp đỡ người nghèo" ; 31 tháng 5, với tư cách là người ủng hộ kiểm soát thuốc lá của Trung Quốc, cô đã đưa ra lời kêu gọi và phát hành một áp phích kiểm soát thuốc lá toàn cầu; 3 tháng 10, Ban Tuyên truyền Trung ương Đoàn Thanh niên Cộng sản, Nhật báo Thanh niên Trung Quốc và Trung tâm Điện ảnh và Truyền hình Mạng lưới Đoàn Thanh niên Cộng sản Trung ương đã cùng nhau sản xuất loạt phim tài liệu phỏng vấn "Thái độ của người Trung Quốc" trong tập thứ hai, Quan Hiểu Đồng đã bước vào cây cầu Hồng Kông-Chu Hải-Macao, dẫn dắt khán giả trải nghiệm phép màu của Trung Quốc, trân trọng những câu chuyện đằng sau nó và hiểu được thái độ của người Trung Quốc. |
| 2020 | 3 tháng 3, Ngày Động vật hoang dã thế giới lần thứ bảy, Quan Hiểu Đồng, với tư cách là "Người bảo vệ Trái đất GEGM", đã phát động chiến dịch bảo vệ phúc lợi công cộng "Tốt cho Trái đất, tốt cho tôi", cam kết từ chối mua và ăn động vật hoang dã và các sản phẩm của chúng; 29 tháng 5, cô đã quay áp phích kiểm soát thuốc lá toàn cầu nhân Ngày Thế giới không thuốc lá, kêu gọi những người trẻ tuổi dũng cảm bảo vệ quyền sức khỏe của mình, từ chối hút thuốc và khói thuốc lá thụ động, và ủng hộ lối sống lành mạnh; 27 tháng 9, cô trở thành Đại sứ CD Liên đoàn Thanh niên Toàn Trung Quốc của Liên đoàn Thanh niên Quốc gia và kêu gọi tham gia chiến dịch từ thiện CD; 23 tháng 10, cô trở thành Đại sứ tình yêu của Harper's Bazaar, tập trung vào trẻ em nội trú ở nông thôn; 3 tháng 11, tham gia Chiến dịch nâng cao nhận thức về ung thư vú Tơ Hồng của Tập đoàn Estee Lauder, chú ý đến sức khỏe của phụ nữ; y 30 tháng 12, cô trở thành đại sứ truyền thông của Tencent Light: Charity Innovation Challenge . |
| 2021 | 29 tháng 1, cô trở thành đại sứ quảng bá cho linh vật cung hoàng đạo của Gala mừng xuân của CCTV; 1 tháng 2, tham gia vào video ca nhạc " Cùng nhau hướng tới tương lai" để quảng bá khẩu hiệu của Thế vận hội mùa đông và Thế vận hội dành cho người khuyết tật Bắc Kinh 2022; Và phát hành video điệu nhảy cử chỉ vào ngày 25 tháng 11; 5 tháng 2, cô tham gia thu âm ca khúc quảng bá "Kính chào dũng sĩ" cho lễ trao giải Thế vận hội mùa đông và Thế vận hội dành cho người khuyết tật Bắc Kinh 2022; y 26 tháng 2, cô được mời làm đại sứ quảng bá từ thiện của Đại hội thể thao sinh viên mùa hè lần thứ 31 năm 2021; 27 tháng 3, cô tham gia sự kiện Giờ Trái Đất, kêu gọi sự chú ý đến môi trường sinh thái của trái đất và tìm hiểu về kiến thức sinh thái của trái đất; 31 tháng 5, cô đã chụp một tấm áp phích quảng cáo với tư cách là người ủng hộ kiểm soát thuốc lá; Và phim ngắn phúc lợi công cộng với chủ đề "Cảm ơn vì đã không hút thuốc"; 23 tháng 6, tham gia sự kiện “Save Love Every Step” do Ban hoạt động văn hóa và Ban phát triển thị trường của Ủy ban tổ chức Olympic Bắc Kinh tổ chức; 19 tháng 8, Đài truyền hình Hồ Nam đã quay video quảng cáo cho chương trình Tuổi trẻ bùng cháy; Nhân Ngày từ thiện lần thứ 99, cô được mời làm đại sứ từ thiện của QQ Dream Emoticon Package để giúp trẻ em thực hiện ước mơ của mình ; 11/10, cô đã quay một video quảng cáo cho Tuần lễ tuyên truyền an ninh mạng quốc gia, kêu gọi mọi người chú ý đến an ninh mạng ; 5 tháng 12, cô trở thành Đại sứ TA (它基金) , quay áp phích và quay video để lên tiếng cho Cá heo không vây sông Dương Tử. |
| 2022 | 30 tháng 1, Quan Hiểu Đồng đã tham gia video quảng cáo cho chuỗi hoạt động vẽ tranh mừng năm mới của Bắc Kinh; 1 tháng 2, video ca nhạc "Cùng nhau hướng tới tương lai" quảng bá khẩu hiệu của Thế vận hội mùa đông và Thế vận hội dành cho người khuyết tật Bắc Kinh 2022 do cô tham gia thu âm được phát hành; 8 tháng 2, cô đã hát ca khúc nhạc nền độc quyền “Gặp nhau ở Bắc Kinh,” của BGM; 24 tháng 3, với tư cách là một tình nguyện viên của WWF, cô đã kêu gọi mọi người chú ý và bảo vệ đa dạng sinh học; 26 tháng 5, cô trở thành người bảo trợ cho Ngày ăn trưa chống phân biệt đối xử quốc tế về AIDS và gửi lời chúc phúc tới các em học sinh tại Trường Tơ Hồng ở Lâm Phần, Sơn Tây, ngôi trường duy nhất dành cho trẻ em mắc AIDS tại Trung Quốc, thông qua video, ủng hộ việc chống phân biệt đối xử với AIDS ; 31 tháng 5, cô hợp tác với Trung tâm Kiểm soát và Phòng ngừa Dịch bệnh Trung Quốc để quay video quảng cáo "Không khói thuốc, Thêm yêu thương" nhằm kêu gọi lệnh cấm hút thuốc; 10 tháng 8, tham gia ghi hình cho bộ phim quảng cáo đếm ngược của Liên hoan phim quốc tế Bắc Kinh "Một phút của cuộc sống"; 9 tháng 9, Quan Hiểu Đồng đã quyên góp 500.000 nhân dân tệ cho các khu vực thảm họa Ganzi và Nhã An bị ảnh hưởng bởi trận động đất Lô Định 9.5, tổng cộng là 1 triệu nhân dân tệ . |
| 2023 | 2 tháng 4 là Ngày thế giới phòng chống tự kỷ. Quan Hiểu Đồng, nhân viên giao hàng của tổ chức Little Red Flower, kêu gọi mọi người hãy quan tâm đến cộng đồng người tự kỷ và xây dựng một môi trường xã hội bình đẳng và yêu thương dành cho họ ; 31 tháng 5, nhân Ngày Thế giới không thuốc lá lần thứ 36, cô đã quay một video quảng cáo với tư cách là đại sứ hình ảnh của Chiến dịch Kiểm soát thuốc lá Trung Quốc lành mạnh; 5 tháng 8, để hỗ trợ các vùng bị thiên tai phòng chống lũ lụt và cứu trợ thiên tai, một khoản tiền quyên góp 1 triệu nhân dân tệ đã được chuyển vào tài khoản cứu trợ thiên tai đặc biệt của Cục Dân chính Trác Châu; 9 tháng 9, với tư cách là Cán bộ Truyền thông Tình yêu Ngày từ thiện lần thứ 99, cô đã kêu gọi chăm sóc thính giác cho 2.100 cựu chiến binh; 8 tháng 11, cô đã hát bài hát quảng bá văn hóa khí tượng "Để những cơn mưa nhè nhẹ rơi" do Trung tâm phổ biến khoa học và tuyên truyền khí tượng thuộc Cục Khí tượng Trung Quốc, Migu Music và Tân Hoa Xã sản xuất và quay MV để tri ân những người làm công tác khí tượng; 11 tháng 11, cô giữ chức sĩ quan xúc tiến thiết bị hạng nặng của đất nước và đề xuất tên lửa đẩy nhiên liệu rắn Kuaizhou-1A do Trung Quốc sản xuất ; 31 tháng 12, cô tham gia thu âm ca khúc mừng năm mới xuyên eo biển "Ngày mai sẽ tốt đẹp hơn" do Trung tâm chương trình Kênh phim lên kế hoạch và sản xuất, mời đồng bào Đài Loan đến thưởng thức những món ăn ngon và cảnh đẹp quê hương . |
| 2025 | 8 tháng 1, cô đã quyên góp 500.000 nhân dân tệ cho Quỹ Phát triển Nông thôn Trung Quốc để hỗ trợ khắc phục trận động đất ở Tây Tạng. |

## Giải thưởng
| Năm  | Tên lễ trao giải                                                                                        | Tên giải thưởng                                            | Tác phẩm/Công việc liên quan    | Kết Quả   | Ghi chú |
| ---- | --- | ---------------------------------------------------------- | ------------------------------- | --------- | ------- |
| 2014 | Trung học tại Đại học Sư phạm Bắc Kinh                                                                  | Nghệ thuật chi tinh                                        |                                 | Đoạt giải | [ 3 ]   |
| 2014 | Liên hoan Phim Điện ảnh Và Truyền hình Hoành Điếm lần thứ 1 - Giải Văn Vinh                             | Nữ diễn viên phụ xuất sắc nhất                             | Nhất phó Nhị chủ                | Đoạt giải | [ 111 ] |
| 2014 | Đêm Iqiyi 2015                                                                                          | Nữ diễn viên truyền hình mới xuất sắc                      |                                 | Đoạt giải |         |
| 2015 | Ủy ban Đạo diễn Truyền hình Trung Quốc                                                                  | Nữ diễn viên phụ xuất sắc nhất                             | Nhất phó Nhị chủ                | Đoạt giải |         |
| 2015 | Quốc kịch thịnh điển 2014                                                                               | Nữ diễn viên mới được khán giả yêu thích nhất              | Nhất phó Nhị chủ Đại trượng phu | Đoạt giải | [ 112 ] |
| 2015 | Giải Hoa Đỉnh                                                                                           | Gương mặt mới xuất sắc nhất                                | Nhất phó Nhị chủ                | Đề cử     | [ 113 ] |
| 2016 | Giải Hoa Đỉnh                                                                                           | Gương mặt mới xuất sắc nhất                                | My Wife is Born After the 80s   | Đề cử     | [ 114 ] |
| 2016 | Liên hoan phim quốc tế Ma Cao - Giải Vàng Bạch Dương                                                    | Nữ diễn viên triển vọng nhất                               | Tai Trái                        | Đoạt giải | [ 115 ] |
| 2016 | Liên hoan phim truyền hình quốc tế Macao lần thứ 7 - Giải Bông Sen Vàng                                 | Nữ diễn viên xuất sắc nhất                                 | Cửu châu: Thiên Không thành     | Đoạt giải | [ 116 ] |
| 2016 | Lễ hội Thời Trang Sohu                                                                                  | Nữ diễn viên nổi tiếng nhất                                |                                 | Đoạt giải |         |
| 2016 | Diễn viên Trung Quốc                                                                                    | Nữ diễn viên xuất sắc nhất - Bảng xanh lá cây              |                                 | Đề cử     |         |
| 2016 | Phong Vân Thịnh Điển                                                                                    | Bảng Nhân Khí                                              |                                 | 1         |         |
| 2017 | Đêm hội Ngũ Tứ (Ngày thanh thiếu niên Trung Quốc)                                                       | Truyền cảm hứng cho giới trẻ                               |                                 | Đoạt giải | [ 117 ] |
| 2017 | Giải Hoa Đỉnh                                                                                           | Nữ diễn viên phụ xuất sắc nhất                             | Người đàn ông tuyệt vời         | Đề cử     |         |
| 2017 | Giải Hoa Đỉnh                                                                                           | Nữ diễn viên xuất sắc nhất trong phim truyền hình cổ trang | Cửu châu: Thiên Không thành     | Đề cử     |         |
| 2017 | Giải Bạch Ngọc Lan                                                                                      | Nữ diễn viên phụ xuất sắc nhất                             | Người đàn ông tuyệt vời         | Đoạt giải |         |
| 2017 | Forbes                                                                                                  | Người nổi tiếng Trung Quốc                                 |                                 | 80        |         |
| 2017 | Liên hoan phim quốc tế Macau lần thứ 9                                                                  | Nữ diễn viên phụ xuất sắc nhất                             | Hợp đồng hôn nhân               | Đề cử     |         |
| 2017 | Diễn viên Trung Quốc                                                                                    | Nữ diễn viên xuất sắc nhất - Bảng xanh lá cây              |                                 | Đề cử     |         |
| 2018 | Đêm hội Ngũ Tứ (Ngày thanh thiếu niên Trung Quốc)                                                       | Nghệ sĩ trẻ xuất sắc                                       |                                 | Đoạt giải |         |
| 2018 | Đêm Weibo 2017                                                                                          | Nghệ sĩ nổi tiếng hàng năm                                 |                                 | Đoạt giải |         |
| 2018 | Danh sách nhạc pop Trung Quốc toàn cầu                                                                  |                                                            | Động tác chậm                   | 1         |         |
| 2018 | Đêm Iqiyi                                                                                               | Diễn viên thăng tiến nhất màn ảnh                          | Ảnh                             | Đoạt giải | [ 118 ] |
| 2018 | Lễ trao giải Ngôi sao đầu đề                                                                            | Ngôi sao thu hút hàng năm                                  |                                 | Đoạt giải |         |
| 2018 | Lễ trao giải Ngôi sao đầu đề                                                                            | Video của năm                                              |                                 | Đoạt giải |         |
| 2018 | 2018 V Influence Summit                                                                                 | Ngôi sao năng lượng tích cực 2018                          |                                 | Đoạt giải |         |
| 2018 | Diễn đàn Trách nhiệm Xã hội Trung Quốc                                                                  | Trách nhiệm Xã hội Ngôi sao Trung Quốc 2018                |                                 | Đoạt giải |         |
| 2018 | Diễn viên Trung Quốc                                                                                    | Nữ diễn viên xuất sắc nhất - Bảng xanh lá cây              |                                 | Đề cử     |         |
| 2019 | Đêm Weibo 2018                                                                                          | Nghệ sĩ nổi tiếng hàng năm                                 |                                 | Đoạt giải |         |
| 2019 | Sức ảnh hưởng của thế hệ mới đến hoạt động từ thiện toàn cầu                                            | Ngôi sao trẻ                                               |                                 | Vinh danh |         |
| 2019 | Liên hoan phim Faroe Island - Cá Chép Vàng - Trung Quốc                                                 | Tổ hợp trình diễn xuất sắc nhất                            | Ảnh                             | Đề cử     |         |
| 2019 | Chinese Film Media Awards                                                                               | Diễn viên được xem nhiều nhất                              | Ảnh                             | Đề cử     |         |
| 2019 | Jinri Toutiao Awards Ceremony                                                                           | Nghệ sĩ của năm                                            |                                 | Đoạt giải |         |
| 2019 | Diễn viên Trung Quốc                                                                                    | Nữ diễn viên xuất sắc nhất - Bảng xanh lá cây              | Người đàn ông tuyệt vời         | Đoạt giải |         |
| 2019 | Diễn viên Trung Quốc                                                                                    | Nữ diễn viên xuất sắc nhất                                 | Người đàn ông tuyệt vời         | Đoạt giải |         |
| 2020 | Tôi là Toutiao 2019                                                                                     | Ngôi sao thời trang thường niên của năm                    |                                 | Đoạt giải |         |
| 2021 | Quốc Kịch Thịnh Điển 2020                                                                               | Nữ diễn viên xuất sắc (Phim thanh niên)                    | Thập Sát Hải Hai mươi bất hoặc  | Đoạt giải |         |
| 2021 | Đêm Weibo 2020                                                                                          | Diễn viên được mong đợi của năm                            |                                 | Đoạt giải |         |
| 2021 | Đêm hội Douyin 2021                                                                                     | Diễn viên xuất sắc của năm                                 |                                 | Đoạt giải |         |
| 2022 | 2022 Weibo TV & Internet Video Summit                                                                   | Nữ diễn viên quyến kỷ màn ảnh                              | Hai mươi bất hoặc 2             | Đoạt giải |         |
| 2022 | 2022 Weibo TV & Internet Video Summit                                                                   | Nữ diễn viên thực lực của năm                              | Hai mươi bất hoặc 2             | Đoạt giải |         |
| 2023 | Quốc Kịch Thịnh Điển 2022                                                                               | Nữ diễn viên xuất sắc của năm                              | Hai mươi bất hoặc 2             | Đoạt giải |         |
| 2023 | Đêm Weibo 2022                                                                                          | Diễn viên nhảy vọt của năm                                 |                                 | Đoạt giải |         |
| 2023 | 2023 Weibo TV & Internet Video Summit                                                                   | Diễn viên tiến bộ của năm                                  |                                 | Đoạt giải |         |
| 2024 | Liên hoan phim truyền hình chất lượng Trung Quốc năm 2024                                               | Ngôi sao kịch nghệ sáng tạo chất lượng của năm             | Mai Hoa Hồng Đào                | Đoạt giải |         |
| 2024 | 2024 Weibo TV & Internet Video Summit                                                                   | Diễn viên nổi tiếng của năm                                | Người trong hẻm nhỏ             | Đoạt giải |         |
| 2024 | Đêm Figaro                                                                                              | Nghệ sĩ tỏa sáng thời trang hàng năm                       |                                 | Đoạt giải |         |
| 2025 | Quốc Kịch Thịnh Điển 2024                                                                               | Diễn viên được toàn bộ truyền thông chú ý                  | Người trong hẻm nhỏ             | Đoạt giải |         |
| 2025 | Đêm Weibo 2024                                                                                          | Diễn viên được chú ý                                       | Người trong hẻm nhỏ             | Đoạt giải |         |
| 2025 | Lễ trao giải Phim truyền hình thường niên Trung Quốc Tổng đài Phát thanh Truyền hình Trung ương lần thứ | Diễn viên mới của năm                                      | Người trong hẻm nhỏ             | Đoạt giải |         |
| 2025 | Liên hoan phim truyền hình chất lượng Trung Quốc năm 2025                                               | Ngôi sao phim truyền hình chất lượng hàng năm              | Người trong hẻm nhỏ             | Đoạt giải |         |